# Johann Heinrich Sulzer (Entomologe)
Johann Heinrich Sulzer, auch Hans Heinrich Sulzer (* 18. September 1735 in Winterthur; † 14. August 1814 ebenda) war ein Schweizer Mediziner und Entomologe.
Er wurde als Sohn seines gleichnamigen Vaters, Stadtphysicus von Winterthur, geboren. Er studierte Medizin in Tübingen und kehrte danach nach Winterthur zurück, wo er 1755 eine Arztpraxis eröffnete und Stadtphysicus wurde. Er war in Winterthur federführend bei der Bekämpfung der Pocken; er führte 1763 die Impfung mit Menschenpocken (Variolation) und 1798 die Impfung mit Kuhpocken (Vaccination) in der Stadt ein. Er schrieb Publikationen für Hans Conrad Rahns «Medizinisches Archiv».
In den Jahren 1787 und 1788 unternahm er Versuche, Herzinsuffizienz mit Rotem Fingerhut zu behandeln. Als Naturwissenschaftler war er Autor von Die Kennzeichen der Insekten (1761) und Abgekürzte Geschichte der Insecten nach dem Linaeischen System (1776), zwei der ersten Bücher über Insekten, die das System von Carl von Linné verwendeten.
Ab 1770 sass er im Grossen Rat von Winterthur. Sein Sohn war der Buchhändler und Politiker Johann Heinrich Sulzer.